# Heinrich Rau
Heinrich Gottlob Rau (Feuerbach bei Stuttgart, 2 de abril de 1899 - Berlín, 23 de marzo de 1961) fue un político, militar y destacado comunista alemán. Fue miembro del Politburó del Comité Central del Partido Socialista Unificado de Alemania (SED) de la República Democrática Alemana (RDA) y ocupó los cargos de Presidente de la Comisión Estatal de Planificación de RDA, así como ministro para la Industria de Maquinaria y el Comercio Exterior y de Comercio Interalemán. Con anterioridad, durante la guerra civil española había sido temporalmente el Comandante de la XI Brigada Internacional.

## Biografía

### Formación y carrera política

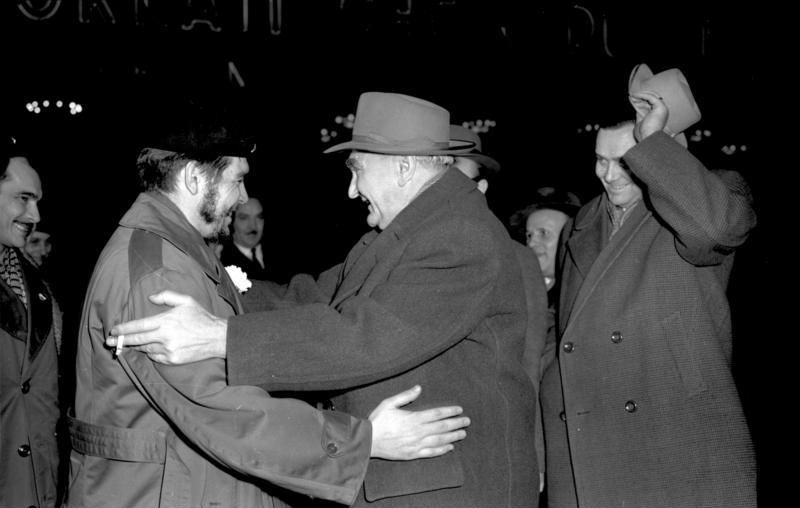
Heinrich Rau (centro) recibe a Ernesto Che Guevara en Berlín este, en 1960.

Nacido en Feuerbach bei Stuttgart, después de terminar la escuela en 1913 pasó a trabajar en la factoría Bosch GmbH y en 1917 se integró en el Partido Socialdemócrata Independiente de Alemania (USPD). Durante la Primera Guerra Mundial participó en el Frente Occidental integrado en una Compañía de ametralladoras del Ejército Imperial, siendo herido en septiembre de 1918 y enviado a hospitales en la retaguardia donde le sorprendió el Armisticio de Compiègne. Participó en la Revolución de Noviembre, tras la cual se integró en el Partido Comunista de Alemania (KPD) en el que tendría una gran actividad política y sindical en los siguientes años.
En el periodo 1919-1920 Rau fue dirigente del grupo local del KPD en Zuffenhausen y también presidió la organización del KPD en Stuttgart. Desde noviembre de 1920 Rau era secretario y responsable con dedicación plena de la división agrícola del Comité central del KPD en Berlín. Entre 1921 y 1930 impartió enseñanzas en las Escuelas regional y central del KPD y fue durante dicho tiempo director de la publicación para agricultores. A comienzos de 1923 estuvo a la cabeza de la Sección del Comité Central para la Agricultura. De 1928 a 1933 fue también miembro del Parlamento de Prusia, donde se unió al Comité para asuntos agrícolas de ese Parlamento y del que también convirtería en su Presidente durante algún tiempo.
En 1933 Rau fue detenido por las nuevas autoridades nazis debido a sus actividades políticas y a finales de 1934 fue condenado por un Tribunal nazi (el Volksgerichtshof) a dos años de prisión por Preparativos para la Alta traición.

### Periplo en el exilio
Tras su puesta en libertad emigró en 1935 a la URSS, donde fue en Moscú subjefe del Instituto Agrario Internacional. En 1937 fue a España, formando parte de las Brigadas Internacionales, donde actuó en la Escuela de Mandos como Instructor, Jefe de Gabinete y finalmente Jefe de la XI Brigada Internacional hasta caer herido en 1938. Hasta 1939 fue jefe del Comité de Ayuda de los Combatientes en favor de la República Española de nacionalidad alemana y austríaca, así como miembro de la Dirección Regional del Partido Comunista alemán en París.
En 1939 fue detenido y llevado al campo francés de Le Vernet. En 1942 fue entregado a la Gestapo, permaneció hasta 1943 en la Prisión de la Gestapo en la Prinz-Albrecht-Straße y después hasta 1945 en el Campo de concentración de Mauthausen, donde fue miembro de la Resistencia interna del campo.

### Últimos años
Rau, que no disfrutaba de una buena salud durante sus últimos años, murió de un ataque al corazón en Berlín Este en marzo de 1961.